# تاريخ القارة القطبية الجنوبية
تاريخ أنتاركتيكا بدأ في العالم الغربي حسب نظرية الأرض الجنوبية المجهولة كقارة ضخمة تقع في أقصى جنوب الأرض. أكد عبور رأس هورن ورأس الرجاء الصالح في القرن 15 والقرن 16 على أن النظرية موجودة فعلا. في 1773 م عبر جيمس كوك الدائرة القطبية الجنوبية لأول مرة. لكنه لم يقترب كثيرا من القارة ورأى بعض الجزر فقط.
في 1820 م تعلن عدة بعثات أنها هي من رأى أنتاركتيكا لأول مرة. أول من هبط على أنتاركتيكا كان كابتن باخرة أمريكية لصيد الفقمات وهو جون ديفيس في 1821 م. وحين وصل المستكشفون إلى مركز أنتاركتيكا جاء دور القطب الجنوبي لاستقطاب المستكشفين. بعد عدة محاولات غير مثمرة وعدة ضحايا وصل النرويجي روألد أمندسن إلى مركز القارة في 1911 م. كان منافسه في هذا السباق البريطاني روبرت فالكون سكوت قد لقي حتفه محاولا ذلك. وأقل درجة حرارة مسجلة في الطبيعة في الأرض هي °89.2- (128.6- فهرنهايت) وتم تسجيلها في 21 يوليوز 1983 في محطة فوستوك.

## تشكيل القارة

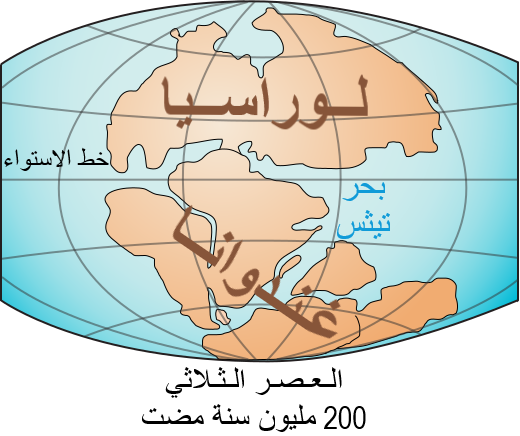
قارة غندوانا

كانت أنتاركتيكا قبل 200 مليون سنة جزءاً من القارة العظمى غندوانا. قبل 160 مليون سنة في العصر الجوراسي انقسمت الغندوانا وتفرقت أفريقيا عن الهند. قبل 125 مليون سنة من الآن أصبحت الهند قارة وحدها وقبل 80 مليون سنة من الآن تشكلت الكتلة الجنوبية التي ضمت أستراليا ونيوزلندا وانتاركتيكا. ثم قبل 50 مليون سنة أصبحت أنتاركتيكا قارة وحدها. لكنها لم تصبح معزولة إلا قبل 25 مليون سنة من الآن. أصبحت أنتاركتيكا معزولة عن باقي العالم عند انفتاح مضيق الدراك. في الجنوب أحاطت التيارات المائية القطبية القارة لذا بعد عدة ملايين سنين من الشتاء القطبي والليالي القطبية تختفي الحياة من عليه ويصبح مكسوا بالجليد ليصبح من بعد آخر قارة يكتشفها الإنسان. في 1968 م وجد الباحثون آثار عظام في Graphite Peak 650 كلم بعيدا عن القطب الجنوبي. في 1991 م تم اكتشاف أول نوع حيواني خاص بأنتاركتيكا نوعا ما Cryolophosaurus ellioti لكنه منقرض، وهذا الحيوان المعتاد على البرد والظلام قد بقي حيا رغم الظروف الصعبة في أنتاركتيكا إلى العصر الطباشري.

## الأرض الجنوبية المجهولة

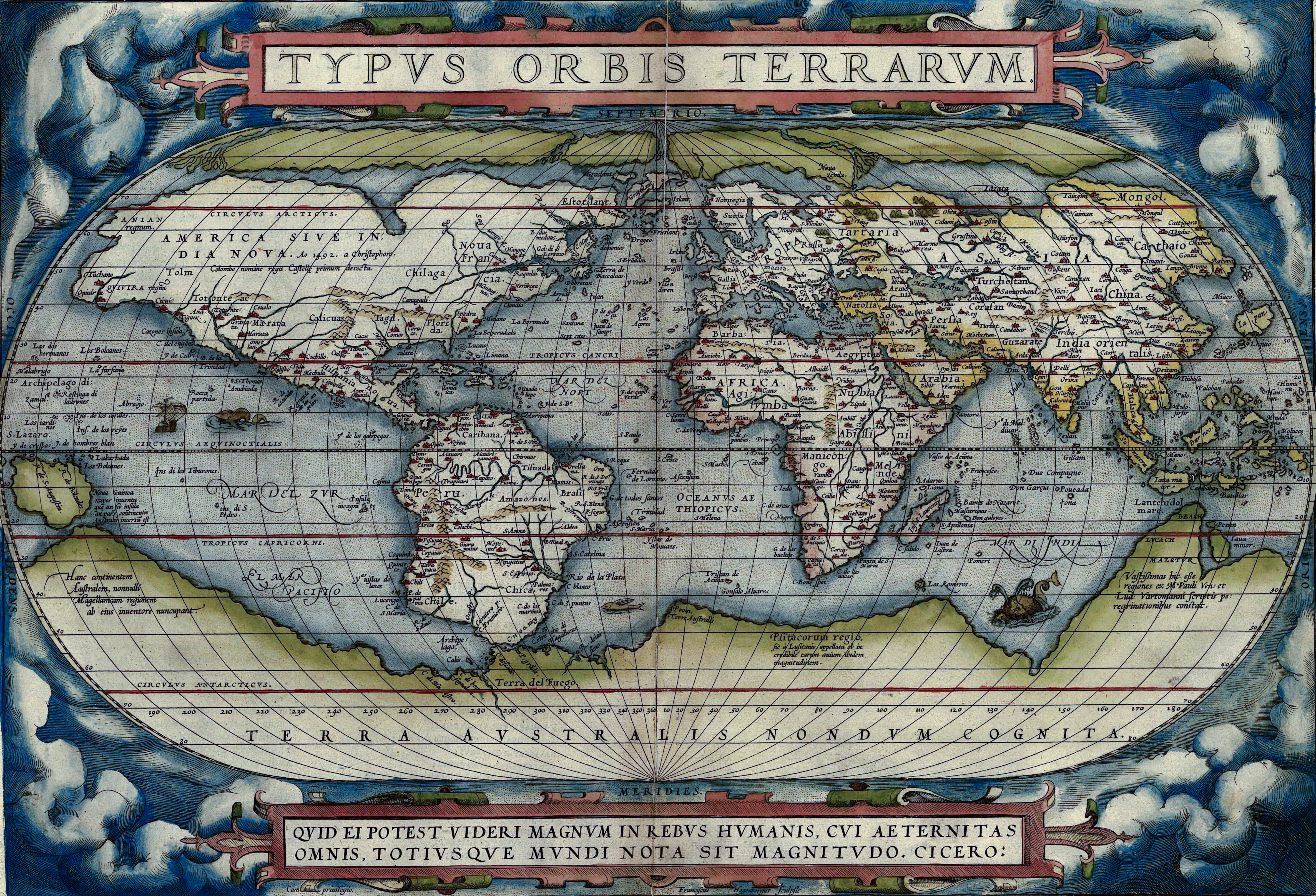
خريطة إبراهيم ارتيليوس 1570 م تبين العلاقة بين القارة المجهولة وأمريكا الجنوبية والأراضي التي حولها

قبل اكتشاف أنتاركتيكا كان هناك اعتقاد بوجود قارة كبيرة في الجنوب تحافظ على التوازن. سقراط نفسه كان يعتقد بأنه يجب أن يكون هناك أراض في الجنوب على غرار الأراضي في الشمال(أفريقيا وأوروبا وآسيا). حتى قبل أن تكتشف القارة أعطيت اسما الأرض الجنوبية أو Terra Australis حيث يظهر في عدة خرائط في العالم. وتظهر القارة في عدة خرائط كخريطة بيري رئيس 1513 وخريطة اورونس فيني 1531 وخريطة جيراردس مركاتور 1569 وخريطة فيليب بوش 1754 رغم أن بعض تلك الخرائط قد لم تمقل القارة بحد ذاتها. بعض المؤرخين يعتقدون أن أنتاركتيكا كانت قد اكتشفت مند القدم قبل 1820. هناك عدة رحلات مرت عبر تلك المنطقة لكن لا دليل أن الإنسان قد حط بأنتاركتيكا قبل 1820.

## غزو القارة
بدأ غزو قارة أنتاركتيكا في 1895 م بعد المؤتمر العالمي السادس للجغرافيا الذي كان في معهد لندن الإمبراطوري. في 3 أغسطس تم إعلان قرار بأن المؤتمر له رأي بأن الأراضي القطبية الجنوبية هي أكبر مكان باق على وجه الأرض للاستكشاف وناشد علماء العالم تنظيم بعثات.
في 1897 انطلقت أول رحلة موجهة إلى أنتاركتيكا من أنتويرب بقيادة البلجيكي اندريان جرلاش. ضمت البعثة فرقة عالمية عالم الحيوان الروماني ايميل راكوفيتا والعالم الجيولوجي البولندي عنريك اركتوسكي والملاح وعالم الفلك البلجيكي جورج لوكوانت وعدة نرويجيين منهم روألد أمندسن وطبيب أمريكي فريدريك كوك. في 1898 كانوا أول من عاش الشتاء القطبي الجنوبي في [[قارب بلجيكا|بلجيكا (قارب)]] حينما حوصروا من 2 فبراير 1898 إلى 14 مارس 1899 م. في ظل هذه الفترة فقد عدة رجال عقلهم ليس بسبب ظروف الحياة القاسية أو الليل الذي لا يحل وراءه صباح بل بسبب صعوبة التواصل فيما بينهم لكثرة اللغات. KAKA
بعد سنة من ذلك ابتدأت بعثة بريطانية بقيادة النرويجي كاسترين بورشجريفنك وهي الأولى التي قضت الشتاء في انتاركتيكا بملء إرادتها.
أول بعثة ألمانية إلى أنتاركتيكا من 1901 م إلى 1903 م تحت قيادة ايريك فون دريكالسكي. على متن القارب غوس اكتشف الباحثون ارض قيصر جيوم الثاني ودرسوا بركان غوسبرغ من على منطاد.

### بعثة الاستكشاف البريطانية

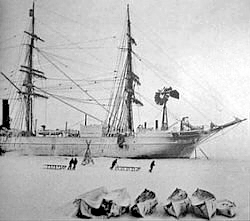
القارب ديسكفري

في وقت ما حين ما أعتقد أن العالم قد اكتشف كله، أصبحت أنتاركتيكا المكان الوحيد الفالت من قبضة الإنسان وكان اسكتشافه رمز قوة الإمبريالية. هذا المعنى الذي يجب أن نطلقه على ما كان يقوله ليونارد داروين رئيس المؤسسة الجغرافية الملكية بعد غداء وداع لروبرت فالكن سكوت قبل أن ينطلق في البعثة إلى أنتاركتيكا. 

سوف يبرهن سكوت مرة أخرى أن خصوبة أمتنا لم تمت وأن طابع أسلافنا الذين بنوا الإمبراطورية لا زال يزهر فينا.

بعثة سكوت 1901_1904 م اقتربت من مركز القطب الجنوبي بحوالي 857 كلم.

### البعثة الوطنية الأسكتلاندية في أنتاركتيكا
في 1903 أسست البعثة الوطنية الأسكتلاندية في أنتاركتيكا دار اوسموند وهي محطة أرصاد جوية في جزيرة لوري إحدى الجزر الاوركادية الجنوبية. بعد سنة من ذلك أعطيت المحطة إلى الأرجنتين التي أسمتها Orcadas وتعتبر أقدم المحطة المسكونة الأقدم في أنتاركتيكا  الوحيدة الموجودة خلال 40 سنة قادمة..

### البعثة البريطانية لأنتاركتيكا 1907-1909

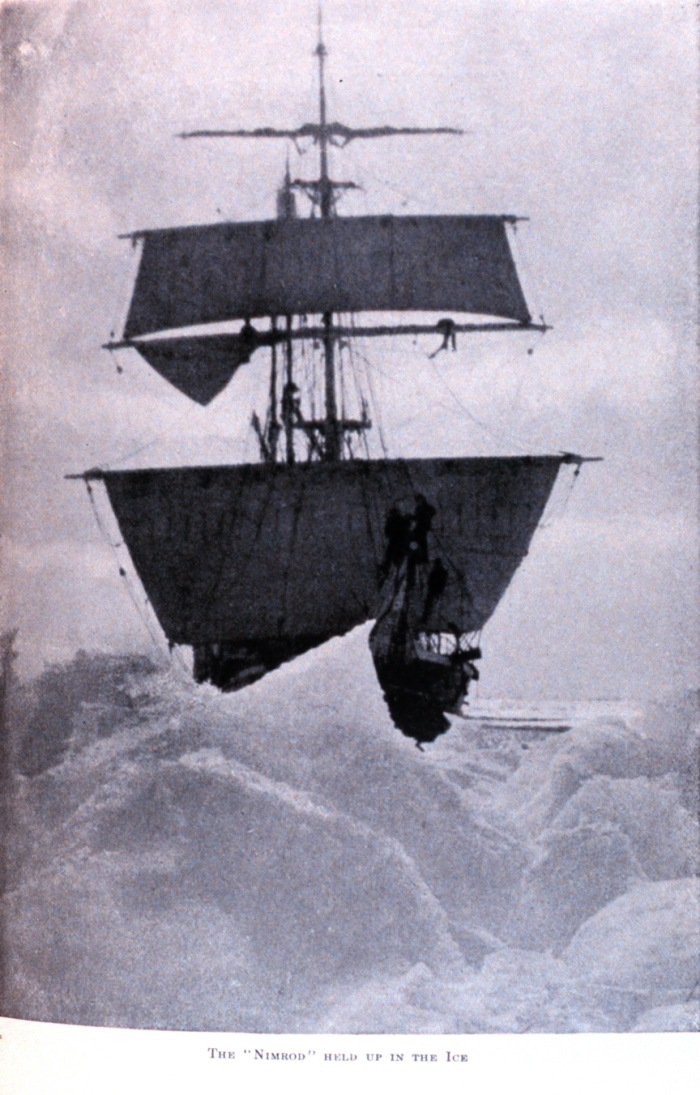
نمرود وسط الثلوج

بعد وصولها على متن النمرود إلى مضيق ماك موردو، رجعت البعثة التي كان يقودها ارنست شاكلتون الذي شارك في بعثة سكوت أدراجها بعد الوصول إلى 180 كم عن القطب الجنوبي. لكن مع ذلك اكتشف شاكلتون مجلد بردمور وكان أول من وصل إلى الصفيحة القارية لأنتاركتيكا. خلال هذه البعثة الفرقة التي كانت بقيادة ديفيد ادجورث هي أول من تسلق جبل ايريبوس، ووصلت إلى القطب المغناطيسي الجنوبي.

### السباق إلى القطب
في 14 دجنبر 1911 وصل روألد أمندسن أخيرا إلى القطب في البعثة النرويجية بشهر قبل وصول روبرت فالكن سكوت وفريقه. في حين كان سيعود إلى المعسكر استوقفته عاصفة ثلجية ومات هو وفريقه.
لقد كان الخطأ الذي ارتكبه الإنكليزي سكوت استخدام الجياد في حملته الاستكشافية والتي لم تستطع أن تصمد في هذا الجو في حين استفاد النرويجي امندسن من تكيف الإسكيمو مع الطبيعة واستخدم الكلاب والزلاجات بدل الخيول والعربات مما سمح له باتمام مهمته وليسجل اسمه كاول من وصل للقطب الجنوبي متوغلا في أعماق قارة أنتاركتيكا.

### بعثة الكومنولث لعبور أنتاركتيكا

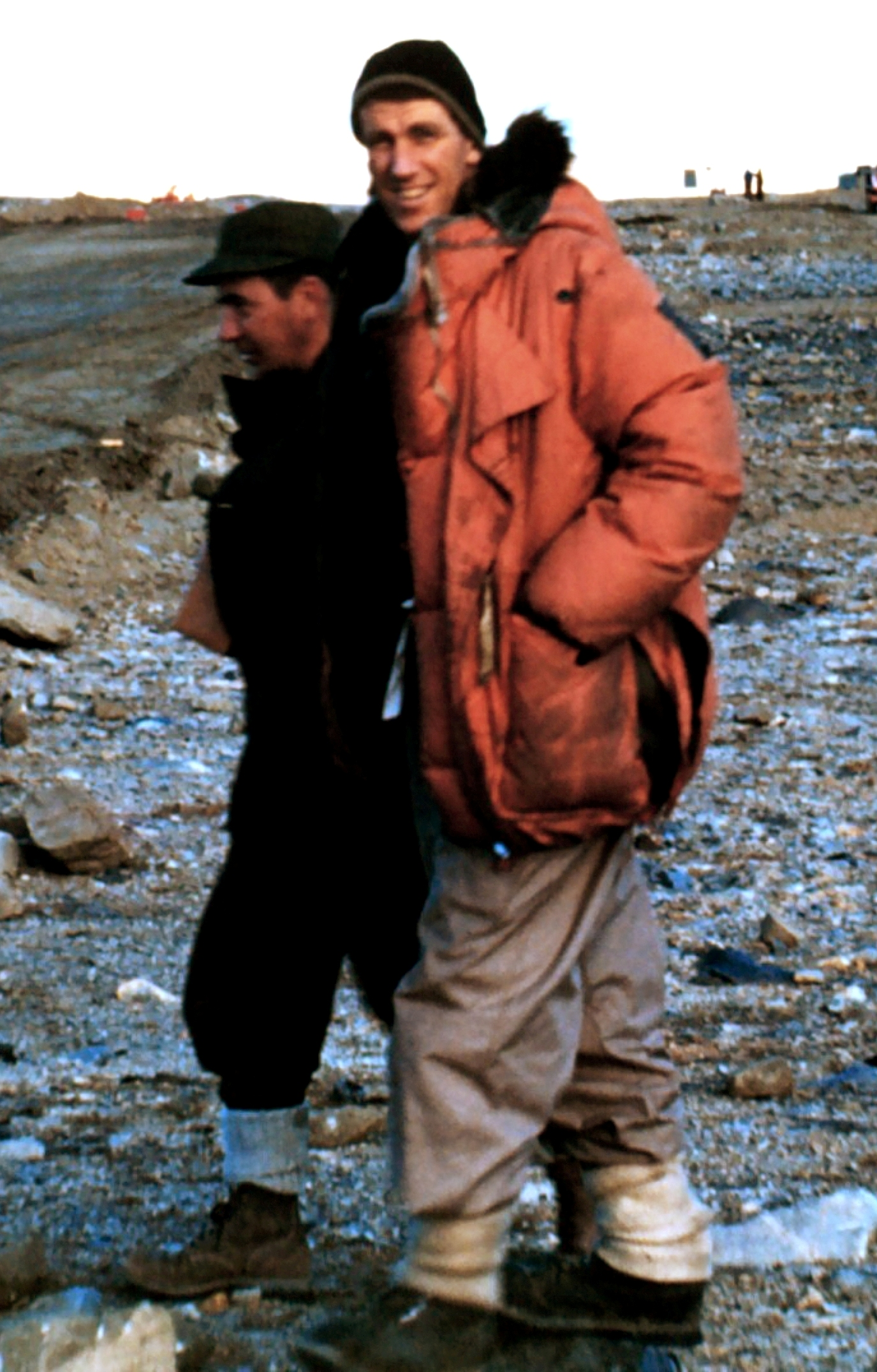
إدموند هيلاري في 1958م في انتاركتيكا

خلال السنة الجيوفزيائية العالمية في 1957 م قامت العديد من الدول ببعثات. خلال بعثة الكومنولث لعبور أنتاركتيكا النيوزيلندي إدموند هيلاري بواسطة جراراته المعدة للظروف القطبية هو ثاني من يصل إلى القطب الجنوبي مرورا عبر مجال أرضي بعد سكوت. كان قد ذهب من بحر روس لوضع مراكز للتموين لعبور القارة. بعد وقت قليل من وصوله لحقه البريطاني فيفيان فوشس من اتجاه معاكس. اكمل فوشوس طرقه ليصبح أول من يقطع ويعبر أنتاركتيكا قطريا في العالم ولقد أتم الرحلة في 99 يوما بواسطة جرافات ثلج قاطعا 300 كلم....

## العالمية

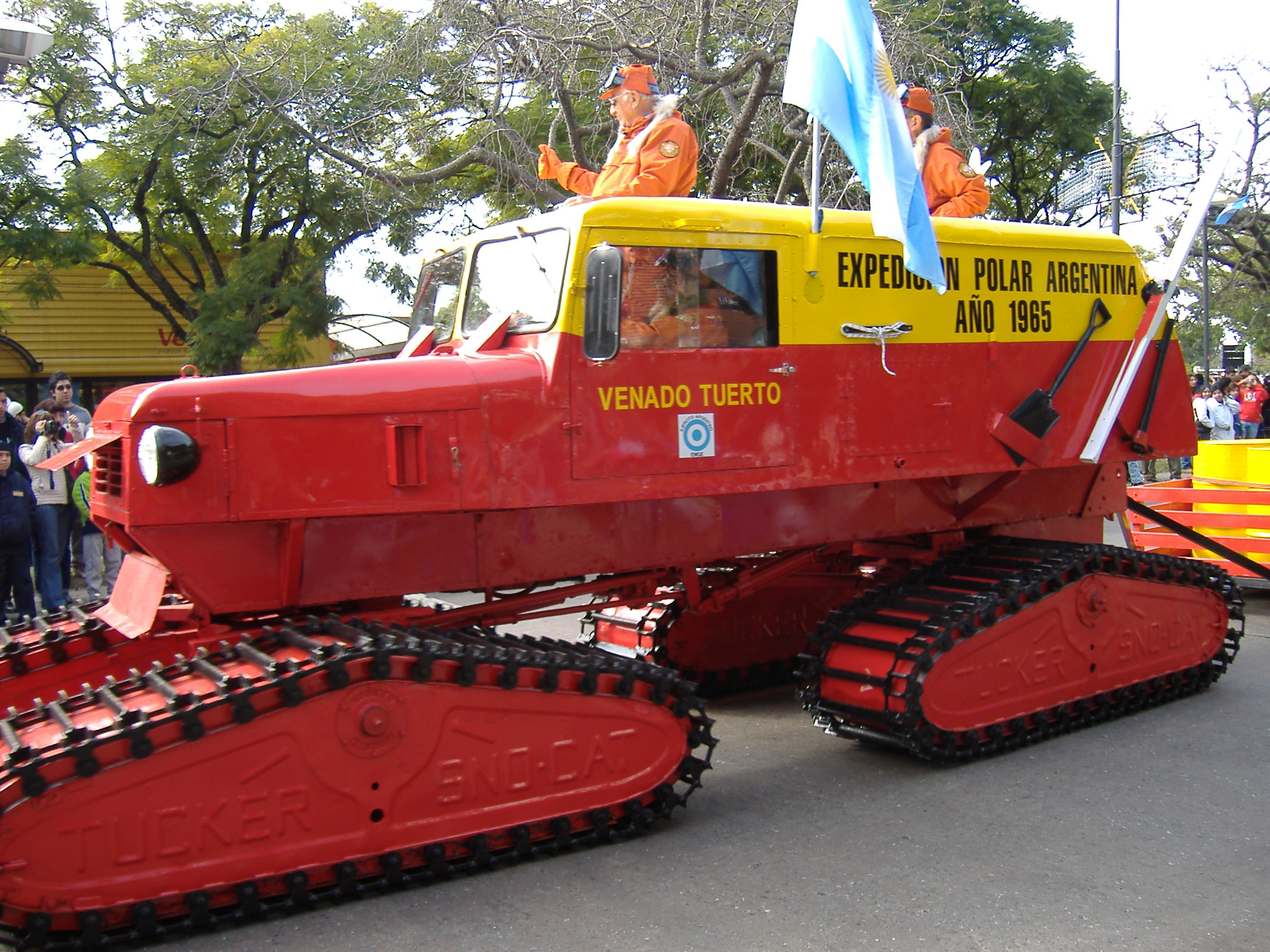
جرافة ثلج مستعملة في الاستكشاف في الأرجنتين

تم التوقيع على معاهدة أنتاركتيكا في 1 ديسمبر 1959 م وتم العمل بها فعليا في 23 يونيو 1961. وبموجب القرار يمنع على أي بلد أن يستغل القطب الجنوبي بأي شكل وتحد وجود الإنسان العسكري إلا في حالة مرافقة البعثات العلمية.

## وصلات خارجية
- (بالإنجليزية) الموروث الانتاركتيكي
- (بالإنجليزية) العيش في انتاركتيكا 1957